# Лачедонија
Лачедонија је насеље у Италији у округу Авелино, региону Кампанија.
Према процени из 2011. у насељу је живело 1862 становника. Насеље се налази на надморској висини од 728 м.

## Становништво
Према резултатима пописа становништва 2011. у општини је живело 2.465 становника.
| 1951. | 1961. | 1971. | 1981. | 1991. | 2001. | 2011. |
| ----- | ----- | ----- | ----- | ----- | ----- | ----- |
| 6.532 | 5.592 | 3.914 | 3.776 | 3.163 | 3.010 | 2.465 |

## Партнерски градови
- Лавена Понте Треза